# Бялковский, Дариуш
Да́риуш Э́двард Бялко́вский (пол. Dariusz Edward Białkowski; 16 июля 1970, Бялогард) — польский гребец-байдарочник, выступал за сборную Польши во второй половине 1990-х — первой половине 2000-х годов. Бронзовый призёр летних Олимпийских игр в Барселоне и Сиднее, трижды бронзовый призёр чемпионатов мира, чемпион Европы, победитель многих регат национального и международного значения.

## Биография
Дариуш Бялковский родился 16 июля 1970 года в городе Бялогарде Западно-Поморского воеводства. Активно заниматься греблей начал в раннем детстве, проходил подготовку в Быдгоще в местном спортивном клубе «Астория».
Первого серьёзного успеха на взрослом международном уровне добился в 1992 году, когда попал в основной состав польской национальной сборной и благодаря череде удачных выступлений удостоился права защищать честь страны на летних Олимпийских играх в Барселоне. В двойках на тысяче метрах вместе с напарником Гжегожом Котовичем завоевал бронзовую медаль, уступив только экипажам из Германии и Швеции.
В 1995 году Бялковский выступил на мировом первенстве в немецком Дуйсбурге, где стал бронзовым призёром в двойках на тысяче метрах и в четвёрках на пятистах. Будучи одним из лидеров гребной команды Польши, благополучно прошёл квалификацию на Олимпийские игры 1996 года в Атланте — на километровой дистанции в двойках с тем же Котовичем на сей раз показал в финале четвёртый результат, немного не дотянув до призовых позиций.
После Олимпиады в США Бялковский остался в основном составе польской национальной сборной и продолжил принимать участие в крупнейших международных регатах. Так, в 1997 году он представлял страну на возобновлённом чемпионате Европы в болгарском Пловдиве, где выиграл серебряную медаль в километровой гонке четырёхместных экипажей, а затем на чемпионате мира в канадском Дартмуте получил в той же дисциплине бронзу. Через два года стал чемпионом Европы, одержав победу на соревнованиях в хорватском Загребе в километровом заезде четырёхместных экипажей.
В 2000 году Дариуш Бялковский отправился представлять страну на Олимпийских играх в Сиднее, в четвёрках на дистанции 1000 метров завоевал бронзовую медаль — в финале его обошли только команды Венгрии и Германии. Последний раз показывал сколько-нибудь значимые результаты в сезоне 2004 года, когда выиграл бронзовую медаль на домашнем европейском первенстве в Познани и побывал на Олимпиаде в Афинах, где занял восьмое место в километровом зачёте четырёхместных экипажей. Вскоре по окончании этих соревнований принял решение завершить карьеру профессионального спортсмена, уступив место в сборной молодым польским гребцам.
Женат на польской байдарочнице Анете Михаляк, чемпионке мира 2002 года.